# 保羅·赫塞
保羅·赫塞（英語：Paul Hersey，1931年1月26日—2012年12月18日）是一位行為科學家和企業家。他以情境領導理論而聞名，並出版《組織行為學》（Management of Organizational Behavior：Utilizing Human Resources）一書，現已出版第九版。

## 外部連結
- Center for Leadership Studies （页面存档备份，存于）